# Lijst van zoogdieren in Tonga
Dit is een lijst van zoogdieren die voorkomen in Tonga. De pacifische rat is door de Polynesiërs naar Tonga meegenomen en de bruine en zwarte rat zijn door de Europeanen geïntroduceerd, maar de andere soorten zijn waarschijnlijk inheems. Notopteris macdonaldi en Pteropus samoensis zijn als fossiel gevonden op het eiland 'Eua, maar de identificatie is niet volledig zeker. Emballonura semicaudata en Pteropus tonganus zijn wijdverspreid in de Grote Oceaan.

## OrdeVleermuizen(Chiroptera)

### FamilieGrote vleermuizen(Pteropodidae)
- Notopteris macdonaldi (onzeker; fossiel)
- Pteropus samoensis (onzeker; fossiel)
- Pteropus tonganus

### FamilieSchedestaartvleermuizen(Emballonuridae)
- Emballonura semicaudata

## OrdeKnaagdieren(Rodentia)

### FamilieMuridae
- Polynesische rat (Rattus exulans) (geïntroduceerd)
- Bruine rat (Rattus norvegicus) (geïntroduceerd)
- Zwarte rat (Rattus rattus) (geïntroduceerd)